# Marie Egyptská
Svatá Marie Egyptská (? 344 – ? 421) byla egyptská poustevnice a světice.

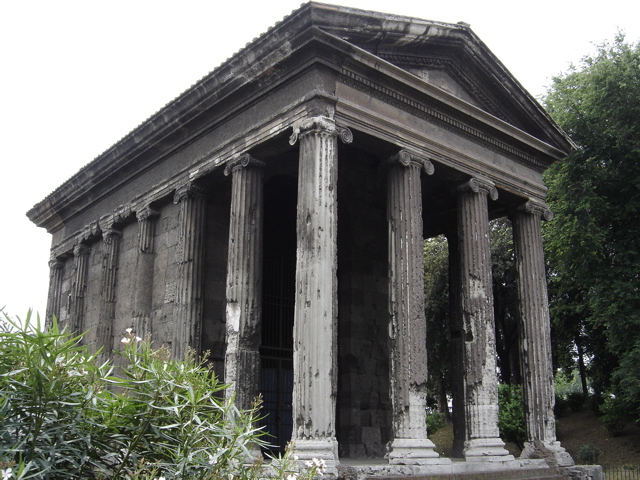
Portunův chrám v Římě, který byl v roce 872 zasvěcen svaté Marii Egyptské

## Život a legenda

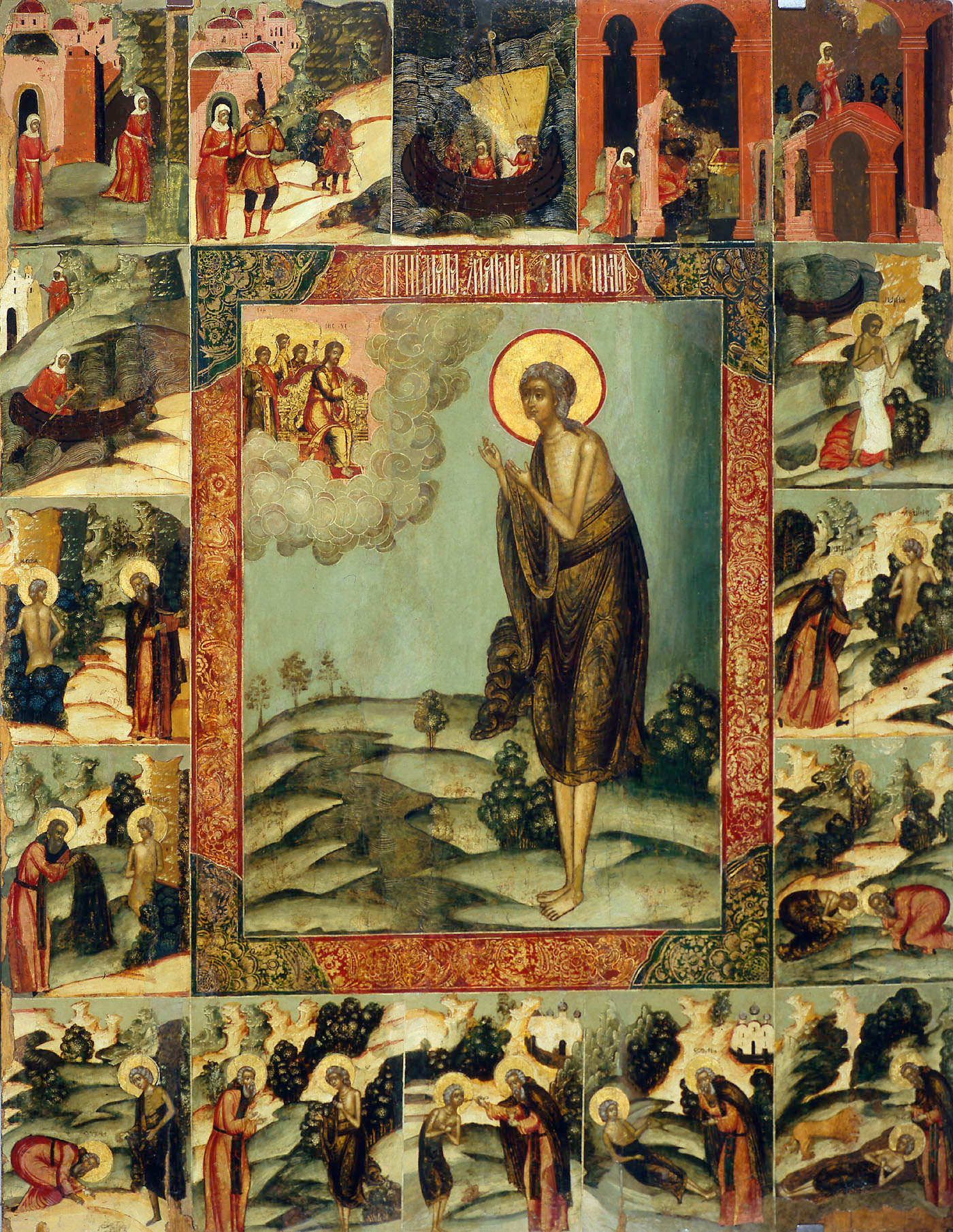
Ikona sv. Marie Egyptské

Svatá Marie Egyptská se narodila kolem roku 344 v Egyptě. Byla prý mimořádně chytrá a krásná. Brzy utekla z domova do Alexandrie a stala se prostitutkou. Dokonce prý tuto činnost vykonávala pouze pro vlastní potěšení a jinak se živila prací.

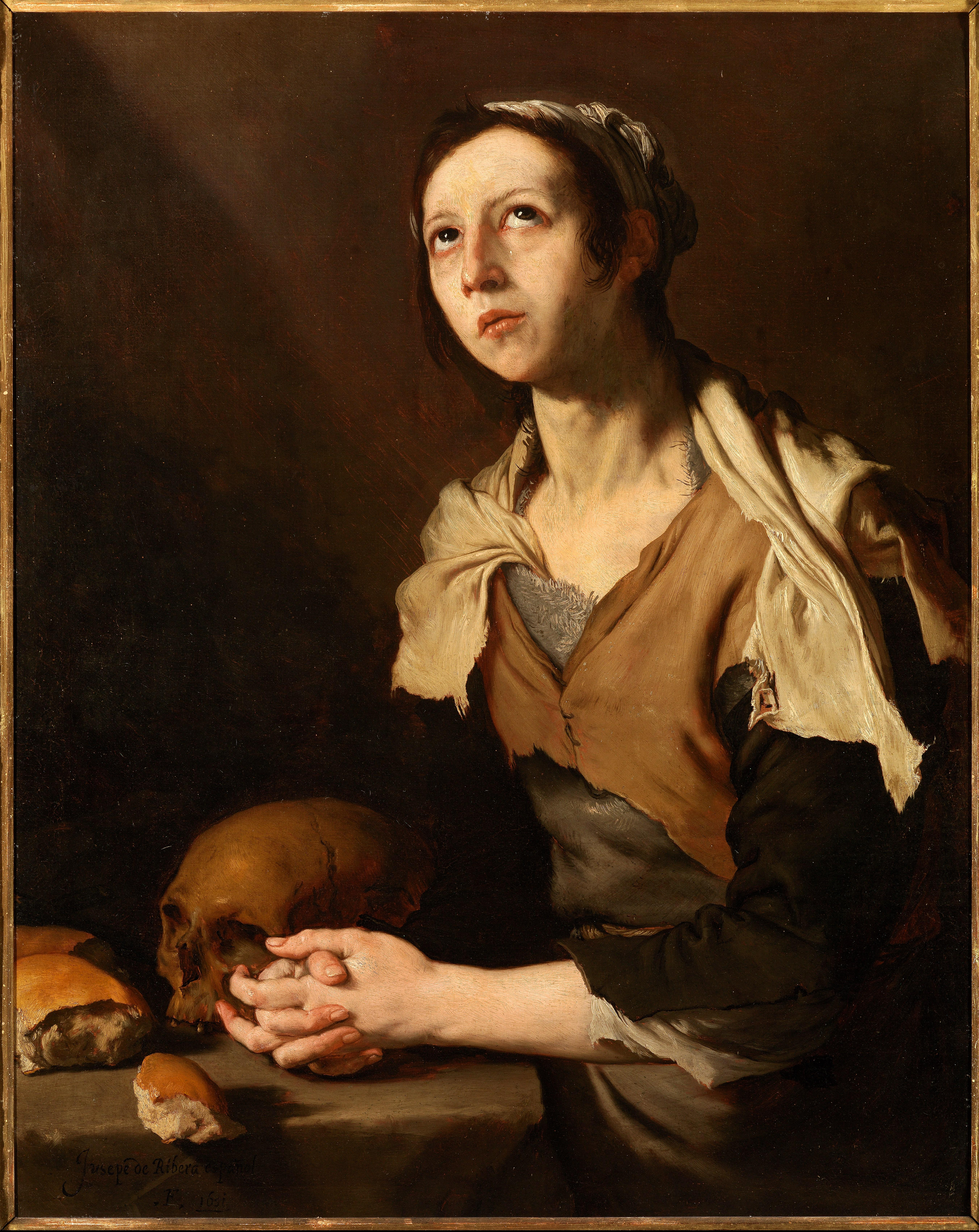
Obraz sv. Marie Egyptské od José de Ribera

V roce 374 se alexandrijští křesťané rozhodli vykonat pouť do Jeruzaléma, aby se účastnili slavnosti Povýšení sv. Kříže. Marie se rozhodla připojit k výpravě, neboť očekávala, že se dobře pobaví. Legenda pak vypráví, že když slavnost začala a poutníci vstupovali k Božímu hrobu, tak jakási neznámá síla nevpustila Marii dovnitř a v jejím srdci se ozval hlas, že není hodna spatřit posvátný kříž, na němž zemřel Kristus. Zjevila se jí svatá Marie, Matka Boží, a Marie okamžitě litovala svého dosavadního nezřízeného života a slíbila, že do konce svého života bude oplakávat své hříchy. V tom okamžiku byla do chrámu vpuštěna. Druhý den se u zpovědi vyznala ze svých hříchů, přijala svaté přijímání a odebrala se do pouště, kde žila údajně 47 let. V roce 420 ji nalezl kněz a mnich Zosimus, který jí přinesl Tělo Páně. O rok později zemřela.

## Úcta
Svátek sv. Marie Egyptské se slaví 1. dubna (podle jiných pramenů 2. dubna), v byzantsko-slovanském obřadu se slaví též 5. neděli postní. Dnes je svatá Marie Egyptská uctívána zejména v pravoslavné církvi.
Antický chrám v Římě, původně zasvěcený Portunovi, byl přeměněn na křesťanský kostel a v r. 872 zasvěcen svaté Marii Egyptské.
Současný britský hudební skladatel John Tavener (1944–2013) na téma této legendy zkomponoval operu.